# Chiesa dell'Assunzione di Maria Vergine (Lesignano de' Bagni)
La chiesa  dell'Assunzione di Maria Vergine è un luogo di culto cattolico dalle forme neoclassiche, situato in via Faviano Superiore a Faviano, frazione di Lesignano de' Bagni, in provincia e diocesi di Parma; è sede di una parrocchia compresa nella zona pastorale della Pedemontana.

## Storia
L'originario luogo di culto fu costruito a Faviano di Sopra in epoca medievale; la più antica testimonianza della sua esistenza risale al 1230, quando la Capelle de Flaviano fu citata nel Capitulum seu Rotulus Decimarum della diocesi di Parma tra le dipendenze della pieve di San Pietro di San Michele Cavana.
Verso il 1394 la cappella fu posta sotto la diretta autorità del vescovo di Parma.
Nel 1494 fu menzionata per la prima volta l'intitolazione della chiesa alla Madonna.
Nel 1564 la chiesa fu elevata a sede parrocchiale autonoma.
Agli inizi del XVIII secolo una frana interessò la zona adiacente al tempio, provocando il crollo della canonica; nel 1750, col progredire dello smottamento, il luogo di culto fu chiuso e le funzioni iniziarono a essere svolte nell'oratorio di Sant'Antonio, edificato a Faviano di Sotto verso il 1693. Alcuni anni dopo furono avviati i lavori di costruzione di una nuova chiesa, posta in posizione più sicura a Faviano di Sotto; l'edificio neoclassico fu completato nel 1782 e benedetto il 14 agosto di quell'anno.

## Descrizione

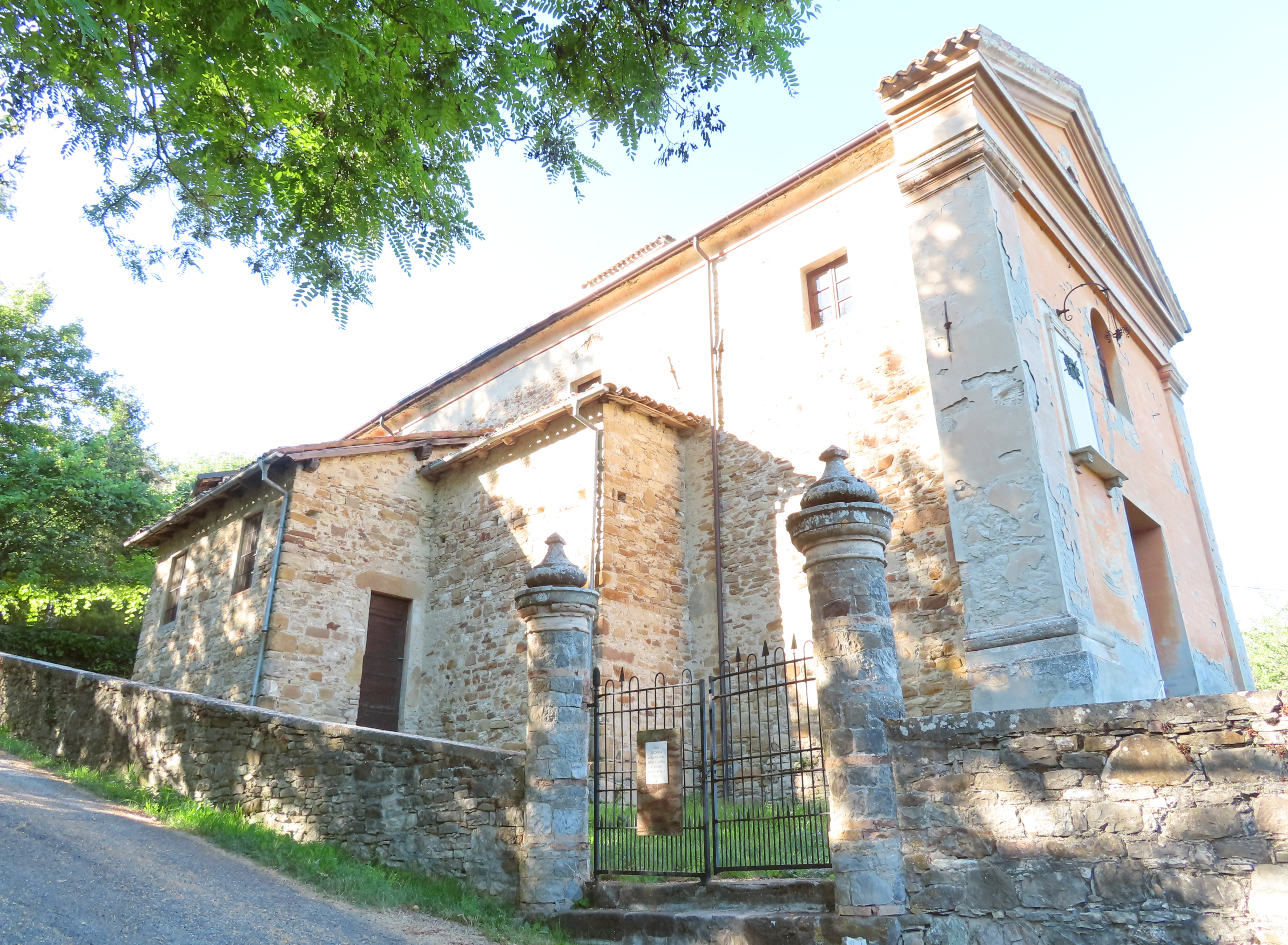
Facciata e lato ovest

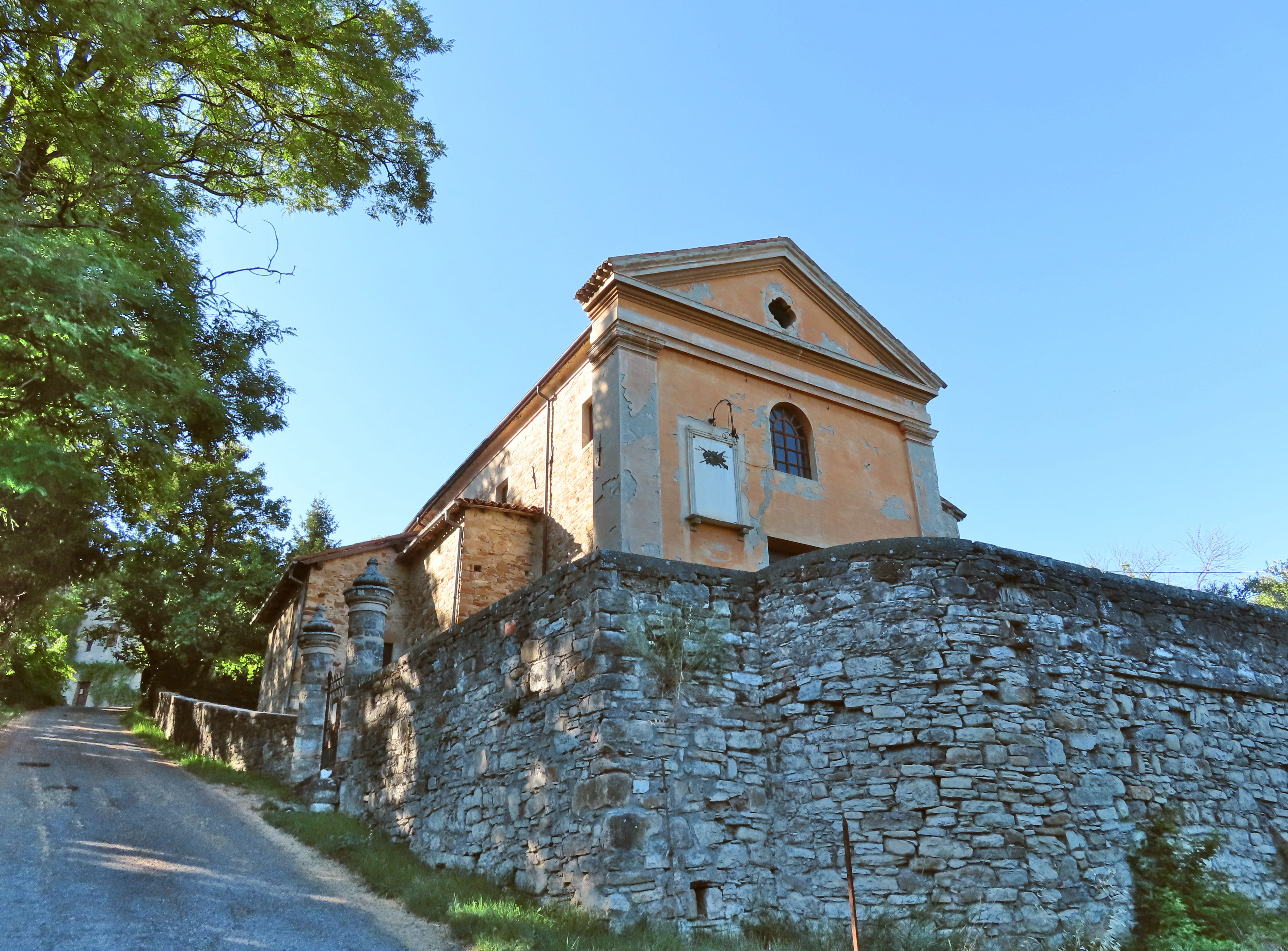
Facciata e lato ovest

La chiesa si sviluppa su un impianto a navata unica affiancata da una cappella per lato, con ingresso a sud-est e presbiterio a nord-ovest.
La simmetrica facciata, interamente intonacata, è delimitata da due lesene doriche alle estremità; al centro è collocato l'ampio portale d'ingresso, sormontato da una monofora ad arco a tutto sesto; in sommità si staglia un frontone triangolare con cornice modanata in rilievo, contenente un oculo polilobato.
Dai fianchi, rivestiti in pietra, aggettano i volumi delle cappelle; al termine del lato destro si erge il campanile, con cella campanaria affacciata sulle quattro fronti attraverso ampie bifore ad arco a tutto sesto.
All'interno la navata, coperta da una volta a botte lunettata dipinta, è scandita lateralmente da una serie di lesene doriche, a sostegno del cornicione perimetrale in rilievo; le cappelle laterali, chiuse superiormente da volte a botte, si affacciano sull'aula attraverso ampie arcate a tutto sesto.
Il presbiterio, lievemente sopraelevato, è preceduto dall'arco trionfale; l'ambiente, coperto da una volta a botte, accoglie l'altare maggiore marmoreo a mensa, aggiunto intorno al 1980; sul fondo l'abside poligonale, coronata da un catino a spicchi, accoglie l'ancona in stucco del 1782, contenente la statua coeva dell'Assunta.
La chiesa conserva alcune opere di pregio, tra cui un tabernacolo seicentesco, un confessionale ottocentesco e due credenze settecentesche.